# Celeus flavescens
A Celeus flavescens a madarak (Aves) osztályának harkályalakúak (Piciformes) rendjébe, ezen belül a harkályfélék (Picidae) családjába tartozó faj.
A Celeus madárnem típusfaja.

## Előfordulása
Dél-Amerikában, az Andoktól keletre, Guyanától Észak- és Kelet-Brazíliáig. Brazíliában a cerrado és a caatinga lakója.

## Alfajai
- Celeus flavescens flavescens (Gmelin, 1788)
- Celeus flavescens intercedens Hellmayr, 1908

A Celeus flavescens ochraceus-t, korábban a C. flavescens alfajának vélték, azonban mára elnyerte az önálló faji státuszát, Celeus ochraceus (von Spix, 1824) néven.

## Megjelenése
Testhossza 25–30 centiméter, testtömege 110–165 gramm. Feje krémsárga, tollazata különben sötétbarna, fekete, világos hullámokkal. Feltűnő borzas bóbitája miatt feje nagynak tűnik. A hím vörös arcfoltja a tojónál hiányzik. Csőre közepes nagyságú és szürkés-barna.

## Életmódja
Fő tápláléka hangyákból és termeszekből áll, gyümölccsel és bogyókkal kiegészítve.